# Lista siturilor arheologice din județul Dolj - P
Lista siturilor arheologice din județul Dolj - P conține toate siturile arheologice din județul Dolj înscrise în Repertoriul Arheologic Național (RAN) și aflate în localități al căror nume începe cu litera P. RAN este administrat de Ministerul Culturii și Patrimoniului Național și cuprinde date științifice, cartografice, topografice, imagini și planuri, precum și orice alte informații privitoare la zonele cu potențial arheologic, studiate sau nu, încă existente sau dispărute.
Puteți căuta un sit din localitățile care încep cu litera P folosind formularul de mai jos sau puteți naviga prin toate siturile din județ la Lista siturilor arheologice din județul Dolj.
| Cod RAN                                  | Denumire | Localitate                             | Adresă                                 | Datare              | Descoperit | Coordonate                                              | Imagine           | Erori            |
| ---------------------------------------- | --- | -------------------------------------- | -------------------------------------- | ------------------- | ---------- | ------------------------------------------------------- | ----------------- | ---------------- |
| 70931.02.01                              | Situl arheologic de la Plosca - "Cabana de metal 1-2" / ansamblu anonim (Categorie: locuire) (Tip: Necropolă)           | sat Plosca, comuna Bistreț             | Cabana de metal 1-2                    | Gârla Mare          |            | 43°49′21″N 23°34′49″E / 43.8225°N 23.58028°E            | Încărcați imagine | Raportați eroare |
| 70931.02.02                              | Situl arheologic de la Plosca - "Cabana de metal 1-2" / ansamblu anonim (Categorie: locuire) (Tip: Așezare)             | sat Plosca, comuna Bistreț             | Cabana de metal 1-2                    | Verbicioara - I-III |            | 43°49′21″N 23°34′49″E / 43.8225°N 23.58028°E            | Încărcați imagine | Raportați eroare |
| 70931.02.03                              | Situl arheologic de la Plosca - "Cabana de metal 1-2" / ansamblu anonim (Categorie: locuire) (Tip: Așezare)             | sat Plosca, comuna Bistreț             | Cabana de metal 1-2                    | Vârtop              |            | 43°49′21″N 23°34′49″E / 43.8225°N 23.58028°E            | Încărcați imagine | Raportați eroare |
| 70931.02.04                              | Situl arheologic de la Plosca - "Cabana de metal 1-2" / ansamblu anonim (Categorie: locuire) (Tip: necropola)           | sat Plosca, comuna Bistreț             | Cabana de metal 1-2                    | Gârla Mare          |            | 43°49′21″N 23°34′49″E / 43.8225°N 23.58028°E            | Încărcați imagine | Raportați eroare |
| 70931.02.05                              | Situl arheologic de la Plosca - "Cabana de metal 1-2" / ansamblu anonim (Categorie: locuire) (Tip: Așezare)             | sat Plosca, comuna Bistreț             | Cabana de metal 1-2                    | Basarabi            |            | 43°49′21″N 23°34′49″E / 43.8225°N 23.58028°E            | Încărcați imagine | Raportați eroare |
| 70931.02.06                              | Situl arheologic de la Plosca - "Cabana de metal 1-2" / ansamblu anonim (Categorie: locuire) (Tip: Așezare)             | sat Plosca, comuna Bistreț             | Cabana de metal 1-2                    | Coțofeni            |            | 43°49′21″N 23°34′49″E / 43.8225°N 23.58028°E            | Încărcați imagine | Raportați eroare |
| 72267.01.01 (Cod LMI: DJ-I-m-B-07904.02) | Situl arheologic de la Padea - "Zăgoreni" / ansamblu anonim (Categorie: locuire civilă) (Tip: Așezare)                  | sat Padea, comuna Drănic               | Zăgoreni                               | sec. I - III        |            |                                                         | Încărcați imagine | Raportați eroare |
| 72267.01.02 (Cod LMI: DJ-I-m-B-07904.01) | Situl arheologic de la Padea - "Zăgoreni" / ansamblu anonim (Categorie: locuire civilă) (Tip: Așezare)                  | sat Padea, comuna Drănic               | Zăgoreni                               | sec. VIII - X       |            |                                                         | Încărcați imagine | Raportați eroare |
| 73638.01.01 (Cod LMI: DJ-I-m-B-07905.04) | Situl arheologic de la Pielești - "La Oprescu" / ansamblu anonim (Categorie: locuire civilă) (Tip: Așezare)             | sat Pielești, comuna Pielești          | La Oprescu                             |                     |            |                                                         | Încărcați imagine | Raportați eroare |
| 73638.01.02 (Cod LMI: DJ-I-m-B-07905.03) | Situl arheologic de la Pielești - "La Oprescu" / ansamblu anonim (Categorie: locuire civilă) (Tip: Așezare)             | sat Pielești, comuna Pielești          | La Oprescu                             |                     |            |                                                         | Încărcați imagine | Raportați eroare |
| 73638.01.03 (Cod LMI: DJ-I-m-B-07905.02) | Situl arheologic de la Pielești - "La Oprescu" / ansamblu anonim (Categorie: locuire civilă) (Tip: Așezare)             | sat Pielești, comuna Pielești          | La Oprescu                             |                     |            |                                                         | Încărcați imagine | Raportați eroare |
| 73638.01.04 (Cod LMI: DJ-I-m-B-07905.01) | Situl arheologic de la Pielești - "La Oprescu" / ansamblu anonim (Categorie: locuire civilă) (Tip: Așezare)             | sat Pielești, comuna Pielești          | La Oprescu                             | sec. VIII - X       |            |                                                         | Încărcați imagine | Raportați eroare |
| 74055.01.01 (Cod LMI: DJ-I-s-B-07906)    | Așezarea Sălcuța de la Plopșor - "Piscul Cornișorului" / ansamblu anonim (Categorie: locuire civilă) (Tip: Așezare)     | sat Plopșor, comuna Sălcuța            | Piscul Cornișorului                    | Sălcuța             |            |                                                         | Încărcați imagine | Raportați eroare |
| 70931.01.01 (Cod LMI: DJ-I-s-B-07908)    | Castrele de la Plosca - "Pichetul grănicerilor" / ansamblu anonim (Categorie: locuire militară) (Tip: Castru de pământ) | sat Plosca, comuna Bistreț             | Pichetul grănicerilor, Grindul Cetatea |                     |            | 43°49′09″N 23°32′53″E / 43.8190805556°N 23.5480833333°E | Încărcați imagine | Raportați eroare |
| 70931.01.02 (Cod LMI: DJ-I-s-B-07908)    | Castrele de la Plosca - "Pichetul grănicerilor" / ansamblu anonim (Categorie: locuire militară) (Tip: Castru de piatră) | sat Plosca, comuna Bistreț             | Pichetul grănicerilor, Grindul Cetatea | sec. III            |            | 43°49′09″N 23°32′53″E / 43.8190805556°N 23.5480833333°E | Încărcați imagine | Raportați eroare |
| 71947.01.01 (Cod LMI: DJ-I-s-B-07909)    | Cetatea de la Potmelțu - "Botu Cetății" / ansamblu anonim (Categorie: locuire civilă) (Tip: Cetate)                     | sat Potmelțu, comuna Coțofenii din Dos | Botu Cetății                           | sec. II             |            |                                                         | Încărcați imagine | Raportați eroare |
| 70664.01.01 (Cod LMI: DJ-I-s-B-07910)    | Așezarea daco-romană de la Prapor - "La Delnița" / ansamblu anonim (Categorie: locuire civilă) (Tip: Așezare)           | sat Prapor, comuna Amărăștii de Jos    | La Delnița, La Planiște                | sec. III - IV       |            |                                                         | Încărcați imagine | Raportați eroare |
| 70931.03.01                              | Situl arheologic de la Plosca - "Ferma 2" / ansamblu anonim (Categorie: locuire civilă) (Tip: Așezare)                  | sat Plosca, comuna Bistreț             | Ferma 2                                |                     |            |                                                         | Încărcați imagine | Raportați eroare |
| 70931.03.02                              | Situl arheologic de la Plosca - "Ferma 2" / ansamblu anonim (Categorie: locuire civilă) (Tip: Așezare)                  | sat Plosca, comuna Bistreț             | Ferma 2                                |                     |            |                                                         | Încărcați imagine | Raportați eroare |
| 74055.02.01 (Cod LMI: DJ-I-s-B-07907)    | Brazda lui Novac de la Plopșor-Toporașul / ansamblu anonim (Categorie: construcție defensivă) (Tip: Val)                | sat Plopșor, comuna Sălcuța            | Toporașul                              |                     |            |                                                         | Încărcați imagine | Raportați eroare |